# Piptadenia minutiflora
Piptadenia minutiflora är en ärtväxtart som beskrevs av Adolpho Ducke. Piptadenia minutiflora ingår i släktet Piptadenia och familjen ärtväxter. Inga underarter finns listade i Catalogue of Life.